# أوليفر غرانت
أوليفر غرانت (بالإنجليزية: Oliver Grant)‏ هو لاعب اتحاد الرغبي بريطاني، ولد في 5 سبتمبر 1933.